# دیو دانلی
دیو دانلی (انگلیسی: Dave Donnelly؛ زادهٔ ۲ فوریهٔ ۱۹۶۲) بازیکن هاکی روی یخ اهل کانادا است.